# 공화 (주나라)
공화(共和)는 주나라의 여왕이 도망하고 나서 선왕이 즉위할 때까지의 기간을 가리킨다. 이 공화 원년부터 사기의 12 제후 연표가 시작되고 있다(즉 사기 중에서는 가장 오래된 연대의 기술이 된다). 서기로는 기원전 841년부터 기원전 828년까지로 되어 있다.

## 특징
《사기》 주본기에 의하면 주의 여왕이 국민의 폭동으로 도망쳐 왕이 부재되었을 때 주공(周公), 소공(召公) 두 사람이 정무를 맡아 공화라고 칭했다고 한다. 한편 《죽서기년》에서는 주공 · 소공이 아닌 공(共)나라 백작 화(和), 즉 공백 화(共伯和)라는 인물이 나라를 다스렸고 그 지위를 간왕(干王)이라고 칭했다고 하였다.
이 시기에는 왕이 있지 않고 제후들의 합의로 국정이 운영되었기 때문에 근세에 일본인들은 이 공화라는 말을 똑같이 왕이 있지 않고 귀족·의원 등의 유력자의 합의로 국정을 운영하는 유럽의 'res publica'를 가리키는 말로도 사용했다. 이와 같이 의미가 확장된 '공화'라는 말은 중화 문명권 전체에 퍼져 일반화되었고 현재는 더욱 의미가 확장·보편화되어 지역이나 시대를 불문하고 세습 권력자가 없는 정체를 가리켜 공화제라고 부른다.
| 전임 여왕 호 |  | 후임 선왕 정 |